# Hameau des Papins
De Hameau des Papins is een heuvel in de streek Pays des Collines in de Belgische provincie Henegouwen. De voet van de heuvel bevindt zich in Franses-lez-Buissenal. Deze helling wordt soms ook Le Rossignol genoemd.

## Wielrennen
De Hameau des Papins maakt geregeld deel uit van tochten voor wielertoeristen, zoals de Davitamon Classic. Ze wordt ook vaker opgenomen in de Eurométropole Tour. In 2022 werd ze voor het eerst opgenomen in Kuurne-Brussel-Kuurne, en ook in 2023 en 2024 zat de helling in het parkoers.